# ديف ألان
ديف ألان (بالإنجليزية: Dave Allan)‏ هو سائق سباق بريطاني، ولد في 1 أبريل 1965، وتوفي في 3 يوليو 2012.